# 毛汉礼
毛汉礼（1919年1月25日—1988年11月22日），男，浙江诸暨人，中国物理海洋学家。曾任中国科学院海洋研究所副所长、研究员。

## 生平
1943年毕业于浙江大学。1951年获美国加州大学博士学位。1980年当选为中国科学院学部委员（院士）。